# Thorpe Park
Thorpe Park är en nöjespark i Chertsey, Surrey, England. Parken är byggd intill en före detta grusgrop som var resterna från ett stort hus som revs på 1930-talet. Parken invigdes 1979 och har bland annat sex berg- och dalbanor.

## Åkattraktioner

### Berg- och dalbanor
- Flying Fish - 1983
- Colossus - 2002
- Storm Surge - 2011
- Stealth - 2006
- Saw - The ride - 2009
- Saw - alive - 2010
- X; No way out - 2008